# منظومة عرض مرئي

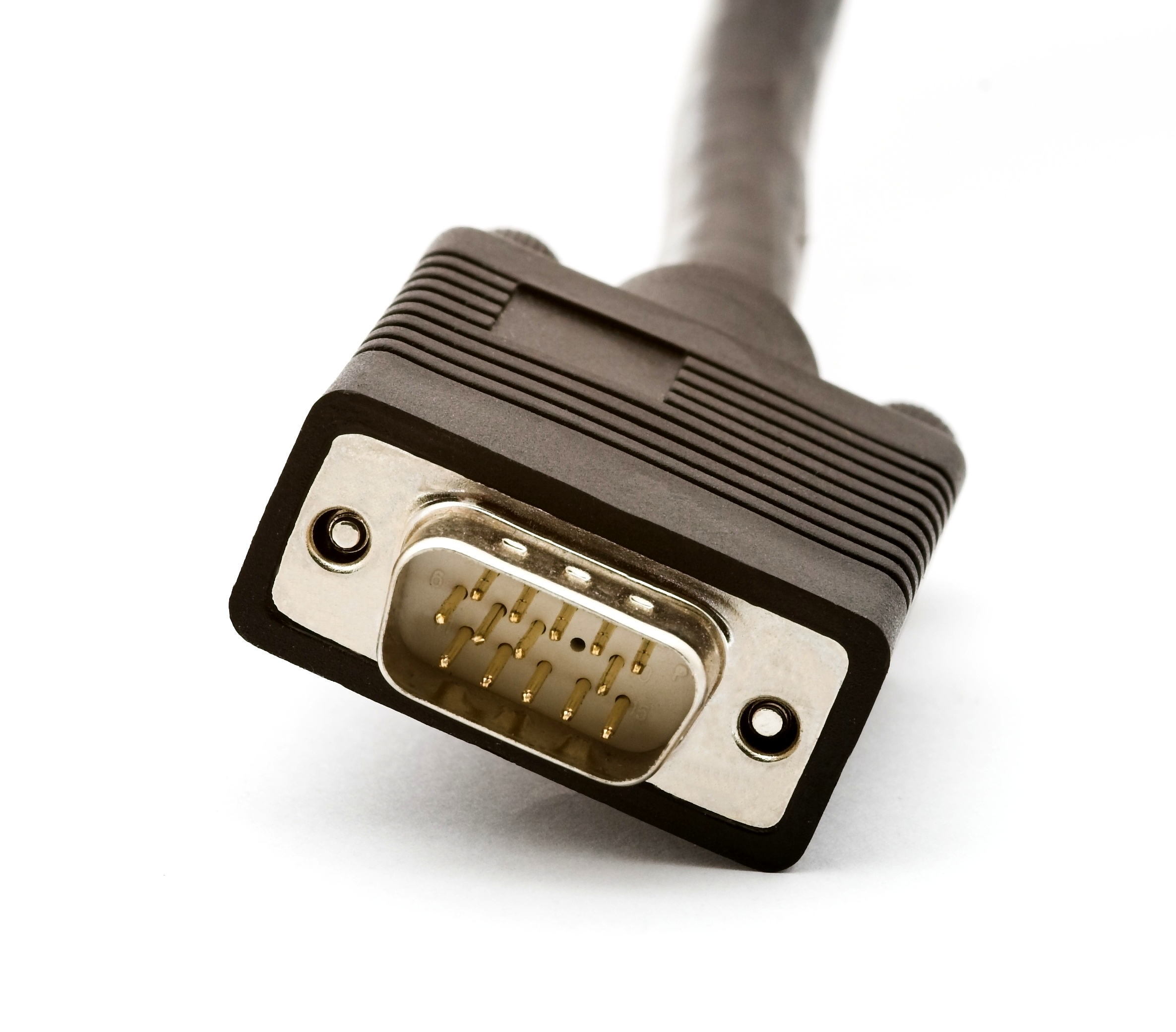
مقبس م.ع.م.

مجموعة 256 لونًا لمنظومة العرض المرئي

منظومة العرض المرئي أي (بالإنجليزية: Video Graphics Array أو اختصارًا VGA)‏ طريقة عرض مرئي على شاشة الحاسوب، اخترعتها شركة آي بي إم عام 1987.